# Tomix da Costa
Tomix Alves da Costa (9 de dezembro de 1962) é um ex-atleta brasileiro. Competiu em provas de longa distância, tendo como principais conquistas a edição inaugural da Meia Maratona do Rio de Janeiro, em 1997, e a presença no pódio no Mundial de Maratona de Revezamento, em 1997 e em 1998.

## Carreira
Serviu à Polícia Militar de Minas Gerais. Como atleta, venceu as Dez Milhas Garoto, no Espírito Santo, em 1994. Também foi vencedor da edição de 1995 da Prova Rústica Tiradentes, em Maringá.
Foi vencedor da Meia Maratona do Rio de Janeiro, em 1997, primeira edição da disputa. A prova dava vagas para o Campeonato Mundial de Meia Maratona, em Kosice, na Eslováquia. Na disputa europeia, porém, não conseguiu chegar ao final.
Ainda em 1997, não participou da Corrida de São Silvestre e criticou a organização da disputa, alegando "discriminação" contra os atletas brasileiros.
Figurou duas vezes no pódio do Mundial de Maratona de Revezamento da IAAF. Em 1996, na edição de Copenhague, na Dinamarca, ficou com a medalha de prata correndo ao lado de Vanderlei Cordeiro de Lima, Edgar de Oliveira, Delmir dos Santos e Ronaldo da Costa. Em 1998, em Manaus, no Brasil, conquistou o bronze junto com Daniel Ferreira, Elenilson da Silva, Leonardo Guedes, Sérgio da Silva e Ronaldo da Costa.